# TT302
TT302 (Theban Tomb 302) è la sigla che identifica una delle Tombe dei Nobili ubicate nell'area della cosiddetta Necropoli Tebana, sulla sponda occidentale del Nilo dinanzi alla città di Luxor, in Egitto. Destinata a sepolture di nobili e funzionari connessi alle case regnanti, specie del Nuovo Regno, l'area venne sfruttata, come necropoli, fin dall'Antico Regno e, successivamente, sino al periodo Saitico (con la XXVI dinastia) e Tolemaico.

## Titolare
TT302 era la tomba di:
| Titolare  | Titolo                    | Necropoli       | Dinastia/Periodo  | Note |
| --------- | ------------------------- | --------------- | ----------------- | ---- |
| Paraemheb | Supervisore del magazzino | Dra Abu el-Naga | Periodo ramesside |      |

## Biografia
Unica notizia biografica ricavabile il nome del padre, Userhat, a sua volta Capo del magazzino di Amon

## La tomba
TT302 si presenta planimetricamente con un'unica sala trasversale poco rifinita. Sulle pareti: su tre registri sovrapposti (1) scene di cucina e di immagazzinamento; un carro con il relativo carrista addormentato, il defunto, con un cane sotto la sedia, sotto un albero dinanzi a un padiglione con offerte per Thermutis e una danzatrice; scene di misurazione di grano e cereali. Su uno dei lati corti (2), su quattro registri, donne che recano scatole, scene di pulizia e lavaggio sotto gli alberi. Poco oltre (3), su tre registri, il defunto e la moglie ricevono mazzi di fiori da portatori di offerte; il defunto, i suoi genitori e una figlia, tutti inginocchiati, in offertorio ad Amenhotep I e alla regina Ahmose Nefertari; scene di banchetto funebre con suonatrici (arpiste, liutiste), ospiti e un uomo che riempie giare di vino. Su altre pareti (4 - 5), uomini in offertorio e un uomo inginocchiato accanto a una barca offerta ad Anubi, rappresentato come sciacallo. Sul fondo della sala, in una nicchia (6), preti e tavole di offerte nonché la dea Hathor rappresentata come vacca sacra.

### Annotazioni
1. ↑  La numerazione dei locali e delle pareti segue quella di Porter e Moss 1927, p. 382.
2. ↑  La prima numerazione delle tombe, dalla numero 1 alla 252, risale al 1913 con l'edizione del "Topographical Catalogue of the Private Tombs of Thebes" di Alan Gardiner e Arthur Weigall. Le tombe erano numerate in ordine di scoperta e non geografico; ugualmente in ordine cronologico di scoperta sono le tombe dalla 253 in poi.
3. ↑  I campi della Duat, ovvero l'aldilà egizio, si trovavano, secondo le credenze, proprio sulla riva occidentale del grande fiume.
4. ↑  Nella sua epoca di utilizzo, l'area era nota come "Quella di fronte al suo Signore" (con riferimento alla riva orientale, dove si trovavano le strutture dei Palazzi di residenza dei re e i templi dei principali dei) o, più semplicemente, "Occidente di Tebe".
5. ↑  le Tombe dei Nobili, benché raggruppate in un'unica area, sono di fatto distribuite su più necropoli distinte.
6. ↑  Le note, sovente di inquadramento topografico della tomba, sono tratte, fino alla TT252, dal "Topographical Catalogue" di Gardiner e Weigall, ed. 1913 e fanno perciò riferimento alla situazione dell'epoca.

### Fonti
1. ↑  Gardiner e Weigall 1913.
2. ↑  Donadoni 1999,  p. 115.
3. ↑  Porter e Moss 1927, p. 382.
4. 1 2  Porter e Moss 1927,  p. 381.